# 나비효과 (만화)
《나비효과》는 박성열이 2005년부터 연재했던 웹툰이다.